# Piotr Socha (dziennikarz)
Piotr Socha (ur. 19 lipca 1966 w Jarosławiu) – polski dziennikarz i publicysta radiowy oraz telewizyjny, a także sekretarz programu TVP3 Rzeszów.

## Życiorys
Absolwent I Liceum Ogólnokształcącego im. Mikołaja Kopernika w Jarosławiu. Studiował kierunek urządzenia cieplne, zdrowotne i ochrony powietrza na Politechnice Krakowskiej im. Tadeusza Kościuszki, uzyskując dyplom w 1989 roku.

## Kariera Dziennikarska

### Telewizja
Pracuje w TVP3 Rzeszów od 1992 roku. Zaczynał w redakcji sportowej, później był wydawcą Aktualności, a od 2004 roku jest sekretarzem programu i współtwórcą programu krajów Grupy Wyszehradzkiej "Kwartet".

### Radio
Pracować w radiu zaczął w czasach studenckich; wstąpił wtedy w Studenckim Centrum Radiowym Politechniki Krakowskiej "Nowinki". 

## Nagrody
- 2015: Międzynarodowa Nagroda Wyszehradzka za wkład w rozwój współpracy kulturalnej pomiędzy krajami[3].
- 2017: Wyróżnienie w kategorii "Autor najlepszego programu o tematyce regionalnej" za reportaż "Świat według Łukasza" podczas Przeglądu i Konkursu Dziennikarskiego Oddziałów Terenowych Telewizji Polskiej[4].
- 2017: Nagroda "Beczka Miodu z Łyżką Dziegciu" Rady Programowej TVP3 Rzeszów[2].